# Dark Sky Island
A Dark Sky Island Enya ír zeneszerző és énekesnő nyolcadik stúdióalbuma. 2015. november 20-án jelent meg.
2008-ban megjelent hetedik stúdióalbuma, az And Winter Came… után Enya hosszabb szünetet tartott, majd 2012-ben kezdett új albumán dolgozni hosszú ideje vele alkotó társaival, Nicky Ryan producerrel és feleségével, Roma Ryan szövegíróval. Az albumot részben Sark szigete ihlette, amelyet nem sokkal korábban jelöltek ki csillagoségbolt -rezervátumnak, részben pedig Roma szigetekről írt versei.
A Dark Sky Island nagyrészt pozitív kritikai fogadtatásban részesült, és kereskedelmi szempontból is sikeres lett. Az Egyesült Királyságban a negyedik helyet érte el a slágerlistán, ezzel Enya legmagasabb helyezést kapott albuma lett az 1991-ben megjelent Shepherd Moons óta, az Egyesült Államokban pedig a nyolcadik helyre került a Billboard 200 slágerlistán. A magyar albumslágerlistán a tizenötödik helyet érte el, sok más országban az első öt közé került.
Az album 2015. december 18-án vinyl hanglemezen is megjelent, Enya első albuma ebben a formátumban az Enya / The Celts album 1992-es újrakiadása óta. Az album deluxe kiadásán három bónuszdal szerepel. Enya világ körüli turnéval népszerűsítette az albumot, és egyes dalokat a televízióban is előadott. A Dark Sky Island 2016 októberére világszerte körülbelül egymillió példányban kelt el.

## Felvételek

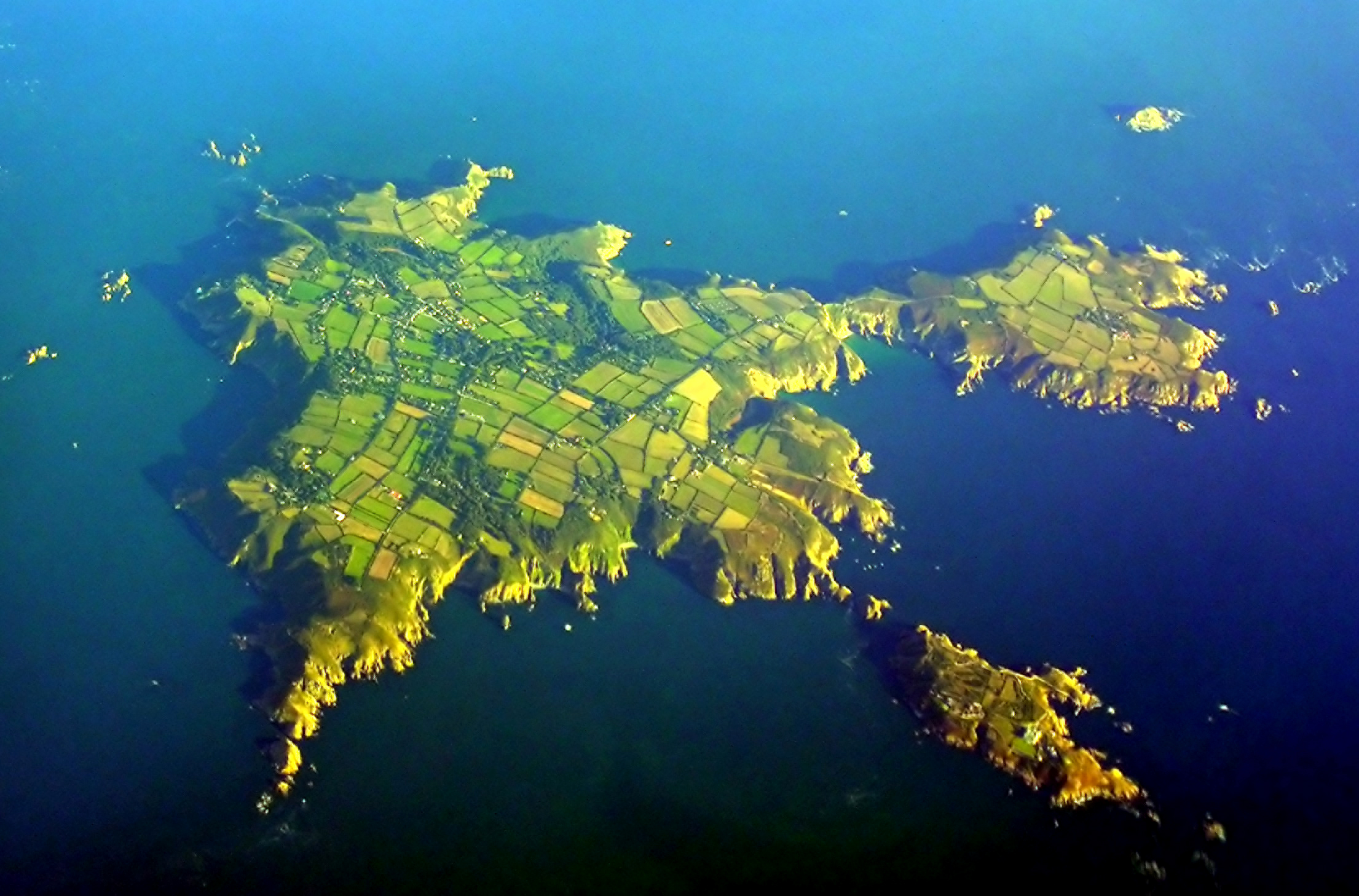
Sark szigete, amelyről az album a nevét kapta

Az And Winter Came… 2008-as megjelenését követően Enya hosszabb szünetet tartott. és sok időt töltött távol Írországtól. Ezalatt utazgatott és házat vásárolt Dél-Franciaországban. 2011-ben a stúdió, ahol rendszerint dolgozik, a Dublin megyei Dún Laoghaire-ben található Aigle Studios felújítás alatt állt, ami szintén késleltette abban, hogy új albumon kezdjen dolgozni.
2012-ben Enya visszatért a stúdióba dalszövegírójával, Roma Ryannel és producerével, Nicky Ryannel, hogy felvegyék nyolcadik stúdióalbumát, a Dark Sky Islandet. Az album címötletét az adta, hogy Sark szigete a világ első olyan szigete lett, melyen sötét égbolt rezervátum található, valamint az, hogy Roma Ryannek számos verseskötete van szigetekről. Az album címadó dala volt az első dal, amelyik elkészült. Enya úgy jellemezte az albumot, hogy végigvonul rajta az utazás témája, de nem koncepcióalbum, mint a téli témájú And Winter Came… volt. Így jellemezte az albumot: „utazások a szigetekre; egy életen át; a történelmen át; érzelmeken át; hatalmas óceánokon át.”

## Dalok
A The Humming… című dal „az univerzum körforgásán tűnődik és azon, hogyan hat mindenre a változás” Nicky Ryan visszaemlékezése szerint a dal egy rövid dallamból alakult ki, amelyet Enya dúdolgatott. „A cím az univerzum hangjára utal fennállása első időszakában. Ez a hang körülbelül negyvenhét oktávval volt mélyebben a legmélyebb hangú zongorabillentyűnél.” Nicky elmondta, hogy a Planck űrteleszkóp által rögzített rezgés dinamikus tömörítés után, ember által hallható tartományba emelve egyfajta zümmögéssé válik, innen a dal címe (a humming jelenthet dúdolást és zümmögést is).
A So I Could Find My Way hármas ütemben, D-dúrban íródott. Enya úgy jellemezte a dallamot, hogy „nagyon érzelmes”. A dalt Nicky Ryan elhunyt édesanyjának, Monának dedikálták, és témája „egy anya távozása”, ami „mindenki által érthető (…) Arra gondolsz, mit hagyott maga után az életedben. Ez az, amire mindig emlékezni fogsz. Milyen történeteket mesélt, milyen reményeket fűzött hozzád, hogyan remélte, hogy megtalálod az utad.” Az Even in the Shadows című dalban nagybőgő is hallható, Eddie Lee ír rock- és jazz-zenész előadásában. Lee a Those Nervous Animals együttes tagja az írországi Sligóból, akik az 1980-as években a Tara Music lemezkiadóval álltak szerződésben; ezzel a kiadóval szerződött le Enya családja, a Brennan család együttese, a Clannad is, melynek Enya 1980 és 1982 között a tagja volt.
Az album két dalában hallható loxi nyelvű szöveg; ezt a mesterséges nyelvet Roma Ryan alkotta, és Enya utoljára 2005-ben megjelent, Amarantine című albumán használta. Ezeknek a daloknak – illetve a nem loxi nyelvű Astra et Luna címűnek – a témája az intergalaktikus utazás és más, idegen világokról szóló és futurisztikus történetek; Roma Ryan általában ezekhez a témákhoz használja ezt a mesterséges nyelvet. Az Echoes in Rain fisz mollban íródott dal, melynek „menetelést idéző ritmusa egy utazás végét ünnepli”. A dalban egy zongora alapú átkötés hallható, amely hasonlít Enya más albumain a zongoraszólókhoz. Enya hangja két oktávot ölel át, B2-től E5-ig. A szöveg egy hazafelé tartó, hosszú útról szól, éjjeleken és nappalokon át tartó utazásról, az egyes versszakok azt írják le, hogyan változik a környezet és az érzelmek az utazás során. Az I Could Never Say Goodbye vallási ének jellegű ír siratódal, a Sancta Mariában pedig szintetizátorokkal keveredik a klasszikus hangszerek zenéje.

## Megjelenése

### Promóció
Az album megjelenését Enya 2015 szeptemberében jelentette be weboldalán. A címet, az első kislemezt és a dallistát október 7-én tették közzé. Az album a standard és deluxe CD mellett vinyl hanglemezen is megjelent; ezzel a Dark Sky Island lett 1992 óta Enya első albuma, ami megjelent ebben a formátumban.
Az album megjelenését megelőző hetekben Enya hivatalos közösségimédia-felületein interjúk jelentek meg az énekesnővel és a dalszövegíró Roma Ryannel, emellett megosztottak a rajongókkal előzeteseket az albumból, exkluzív fotókat, „a színfalak mögött” pillanatokat, dalszöveges és hagyományos videóklipeket, valamint információkat az album dalainak exkluzív előzetes megjelenéséről az iTunes-on. Enya most használta először a közösségi médiát arra, hogy zenéjét reklámozza, valamint hogy információt és exkluzív anyagokat juttasson el rajongóihoz. Enya promóciós körútra indult az album népszerűsítése érdekében, eleinte a Brit-szigeteken, ahol interjút adott a The Irish Times-nak, majd november 19-én szerepelt a Lorraine című délelőtti műsorban és a BBC Radio 4 Front Row című műsorában, az album megjelenésének napján pedig a BBC Radio 2 The Chris Evans Breakfast Showjában, valamint a BBC Radio Ulsteren Gerry Kelly műsorában. Ezután külföldön népszerűsítette az albumot, interjúkat adott Japánban és az Egyesült Államokban is hírcsatornákon és reggeli műsorokban. December 13-án meglepetéskoncertet adott Ószakában, a Universal Studios Japan karácsonyi műsorában. Két dalát adta elő: az Orinoco Flow-t és az Echoes in Raint, meglepetésajándékként japán rajongóinak, és megdicsérte a látványos ünnepséget. 2016. január 18-án interjút adott Russell Daviesnek a BBC Radio 2 The Art of Artists című műsorában. 2016. március 2-án Simon Mayónak adott interjút a BBC Radio 2 Simon Mayo Drivetime műsorában, miután előtte vendégszerepelt a This Morning tévéműsorban. Az Egyesült Államokban az Live! with Kelly and Michael című műsorban adta elő az Echoes in Raint, valamint a Good Day New Yorkban az Even in the Shadowst, emellett interjút adott a HuffPost Live-nak. 2016. április 7-én előadta az Echoes in Raint a 2016-os ECHO-díjkiosztón.

### Megjelenése
A Dark Sky Island 2015. november 20-án jelent meg CD-n és digitális letöltésként, majd december 18-án hanglemezen.
Az albumról két promóciós kislemez jelent meg. A So I Could Find My Wayt digitális formátumban jelentették meg 2015. október 30-án. A dal videóklipjében, amely november 6-án jelent meg, Enya a dublini Királyi kápolnában lép fel with a female string ensemble and choir. A The Humming... november 13-án jelent meg digitális formában, a hozzá készült dalszöveges videóklippel egy napon.
A Dark Sky Island a 4. helyen nyitott a brit albumslágerlistán, ami Enya legmagasabb helyezése az 1991-ben megjelent Shepherd Moons óta. Az Egyesült Államokban a 8. helyen nyitott a Billboard 200-on, 48 000 albummal egyenértékű egységgel. Megjelenése első hetében 46 000 példányban kelt el. 2016 januárjára az album 136 000 példányban kelt el az Egyesült Államokban.

## Közreműködők
- Enya – vokálok, hangszerek, keverés
- Eddie Lee – nagybőgő az Even in the Shadows című dalban
- Roma Ryan – szöveg, loxi nyelv, betűtípus
- Nicky Ryan – elrendezés, hangmérnök, keverés, borítóterv-koncepció
- Dick Beetham – maszterelés a 360 Masteringnél Hastingsban
- Daniel Polley – digitális tanácsadó, technikus
- Simon Fowler – albumborítóterv, fényképezés
- Richard Welland – borítófüzet kialakítása
- Michael Whitham – művészeti megbízott

## Kritikák
A Dark Sky Island nagyrészt pozitív kritikákat kapott a zenekritikusokról. A Metacritic, amely a mainstream kritikusok értékeléseiből számít átlagot, nyolc kritika alapján 100 pontból 78-at adott rá. Az AllMusic munkatársa, Timothy Monger öt csillagból négyet adott az albumra, és azt írta: az album „témaválasztását és hangzását tekintve mindenben tipikus Enya-album, de jóval több kiemelkedő dallal, mint két előző albuma”, és kiemeli a The Hummingot, amely szerinte „az egyik legjobb, amit Enya az elmúlt évtizedekben alkotott, és mintha 1991-es Caribbean Blue sötét unokatestvére lenne”. Összefoglalóként azt írta, „az album képes feleleveníteni Enya korai időszakának erejét és kreativitását, melyhez a korral járó magabiztosság és árnyalatgazdagság járul.” Az Evening Standard kritikusa, John Aizlewood szintén ötből négyes osztályzatot ad az albumra, és „minden értelemben lenyűgözőnek” nevezi. „A dalok vokálok rétegeiből, egymásra rétegződő hangszeres szólamok rétegeiből és telt, felemelő, tagadhatatlan melegség rétegeiből állnak.”
Siobhan Kane,  a The Irish Times munkatársa öt csillagból négyet adott az albumra, és dicsérte Enya hangjának teljesítményét, azt, hogy képes „egyszerre törékeny és erőteljes” lenni a So I Could Find My Way című dalban, emellett úgy jellemezte az albumot, hogy „táplálja a lelket és el lehet merülni benne”. Brad Nelson a Pitchfork számára írt kritikájában azt írta az albumról, hogy olyan érzés hallgatni, mintha „átölelne a levegő”, és kijelentette, hogy a Dark Sky Island Enya legjobb albuma az 1995-ben megjelent The Memory of Trees óta. Tíz pontból 7,1-et adott az albumra, dicsérte Enyát, amiért „kissé távolabb sodródik megszokott ízlésétől”, és erre legjobb példaként az Even in the Shadowst hozta fel, amely szerinte az album egyik legjobb dala.

## Számlista
Minden dal zeneszerzője Enya, szövegírója Roma Ryan, producere Nicky Ryan. Minden hangszer és vokál előadója Enya, kivéve a nagybőgőt az Even in the Shadows című dalban.
| #   | Cím                       | Hossz |
| --- | ------------------------- | ----- |
| 1.  | The Humming...            | 3:42  |
| 2.  | So I Could Find My Way    | 4:25  |
| 3.  | Even in the Shadows       | 4:13  |
| 4.  | The Forge of the Angels   | 5:12  |
| 5.  | Echoes in Rain            | 3:33  |
| 6.  | I Could Never Say Goodbye | 3:28  |
| 7.  | Dark Sky Island           | 4:56  |
| 8.  | Sancta Maria              | 3:50  |
| 9.  | Astra et Luna             | 3:20  |
| 10. | The Loxian Gates          | 3:33  |
| 11. | Diamonds on the Water     | 3:33  |

| 12. | Solace              | 3:56 |
| 13. | Pale Grass Blue     | 3:33 |
| 14. | Remember Your Smile | 2:57 |

## Kislemezek
- Echoes In Rain [48]
- So I Could Find My Way
- Even In The Shadows

## Megjelenési dátumok
| Régió       | Dátum              | Formátum        | Kiadó                                       | Ref.   |
| ----------- | ------------------ | --------------- | ------------------------------------------- | ------ |
| Világszerte | 2015. november 20. | - CD - letöltés | - Aigle Music - Warner Bros. - Warner Music | [ 49 ] |
| Világszerte | 2015. december 18. | - Hanglemez     | - Aigle Music - Warner Bros. - Warner Music | [ 50 ] |

## Helyezések
| Slágerlista (2015–16)                         | Helyezés |
| --------------------------------------------- | -------- |
| Ausztrália (ARIA Top 50 Albums)               | 8        |
| Ausztria (Ö3 Austria Top 40)                  | 6        |
| Belgium (Ultratop Flandria)                   | 3        |
| Belgium (Ultratop Vallónia)                   | 3        |
| Csehország (ČNS IFPI Albums Top 100)          | 6        |
| Dánia (Hitlisten Album Top 40)                | 21       |
| Dél-Afrika (RISA)                             | 20       |
| Dél-Korea (Gaon)                              | 23       |
| Dél Korea – nemzetközi (Gaon)                 | 3        |
| 4                                             |          |
| Finnország (Musiikkituottajat Albumit Top 50) | 23       |
| Franciaország (SNEP Album Top 100)            | 31       |
| Görögország (IFPI Greece)                     | 66       |
| Hollandia (Dutch Charts Album Top 100)        | 5        |
| Horvátország                                  | 16       |
| Írország (IRMA)                               | 7        |
| Japán (Oricon)                                | 17       |
| Kanada (Billboard Canadian Albums Chart)      | 6        |
| Lengyelország (ZPAV Album Top 50)             | 14       |
| Magyarország (Mahasz)                         | 4        |
| Mexikó (AMPROFON)                             | 55       |
| Németország (Offizielle Top 100)              | 3        |
| Norvégia (VG-lista Album Top 40)              | 13       |
| Olaszország (FIMI Album Top 20)               | 8        |
| Oroszország                                   | 5        |
| Portugália (AFP Top 30 Albums)                | 13       |
| 7                                             |          |
| Spanyolország (PROMUSICAE Top 100 Álbumes)    | 12       |
| Svájc (Schweizer Hitparade Top 100 Albums)    | 2        |
| Svédország (Sverigetopplistan Top 60 Albums)  | 22       |
| Tajvan                                        | 3        |
| 8                                             |          |
| Új-Zéland (RMNZ)                              | 8        |

| Slágerlista (2015)                          | Helyezés |
| ------------------------------------------- | -------- |
| Ausztrália (ARIA)                           | 50       |
| Belgium (Ultratop Flandria)                 | 48       |
| Belgium (Ultratop Vallónia)                 | 59       |
| Egyesült Királyság (OCC)                    | 29       |
| Hollandia (MegaCharts)                      | 20       |
| Magyarország (MAHASZ)                       | 15       |
| Németország (Official Top 100)              | 36       |
| Olaszország (FIMI)                          | 99       |
| Svájc (Schweizer Hitparade)                 | 63       |
| Új-Zéland (Recorded Music NZ Top 40 Albums) | 30       |